# Comportament
Un comportament o conducta és una acció o reacció d'un subjecte davant l'entorn; el conjunt d'activitats que du a terme un animal per relacionar-se amb el medi ambient. Molts dels comportaments són comuns a la majoria d'individus d'una espècie.
Tradicionalment s'ha dit que els animals són els éssers que tenen comportament, si bé alguns vegetals fan moviments que poden ser caracteritzats com a comportament. Per extensió, el terme pot aplicar-se a tots els éssers vius.
Un comportament pot ser voluntari o no, innat o adquirit mitjançant la socialització. S'inicia amb la presència d'estímuls com per exemple canvis al seu entorn, variacions en el medi interior o l'actitud dels altres éssers vius. Depèn de l'acció del sistema nerviós i del sistema endocrí, i com més complexos són aquests, més varietat de comportaments presenta l'espècie en qüestió. Les disciplines que estudien la conducta són l'etologia per als éssers vius en general i en el cas dels humans, la psicologia.

## Tipus de comportament
- Innats: són aquells comportaments que es té des del naixement i no requereix un aprenentatge específic.
- Adquirits: són els que reprodueixen un aprenentatge. S'han de practicar fins al punt que un estímul desencadena sempre la mateixa resposta.

El comportament humà es pot veure condicionat per la genètica (els instints, sobretot), l'educació rebuda, la moral o la situació on actua. L'ésser humà jutja sempre tot comportament des d'un vessant ètic, a diferència d'altres animals, i per això considera les conductes com acceptables o no segons les normes de la seva cultura.

## Delimitació del terme
Dins del comportament hi ha la conducta observable dels animals. El comportament de les espècies és estudiat per l'etologia que forma part tant de la biologia com de la psicologia experimental. En psicologia, el terme només s'aplica en referència als animals amb un sistema cognitiu prou complex.
En ciències socials el comportament inclou, a més d'aspectes psicològics, aspectes genètics, culturals, sociològics i econòmics.
En la parla comuna, no en el discurs científic, el terme "comportament" té una connotació definitòria. A una persona, fins i tot a un grup social, com a suma de persones, se'ls defineix i classifica pels seus comportaments, potser més que per les seves idees, i això ja serveix per fixar les expectatives al respecte.

## Comportament en els regnes de la vida
Dels sis regnes reconeguts actualment (animals, fongs, plantes, protistes, Archae, Eubacteris), s'observa el fenomen del comportament principalment en els animals i, de forma molt més limitada, en els protists. Tanmateix, són pocs els casos en altres regnes en què es puguin observar moviments organitzats específicament per actuar fora de l'organisme.

### El comportament en les plantes
El comportament vegetal és un fenomen extremadament limitat. El moviment de la planta depèn principalment del mecanisme hidrodinàmic de la turgència. "Variacions de turgència de cèl·lules localitzades de nombroses plantes produeixen moviments dels òrgans, com per exemple el tancament dels pètals de les flors o folíols (diverses Papilionaceae o casos molt espectaculars com la sensitiva), o moviments dels estams (Berberis vulgaris), o el replegament dels tentacles trampes de les plantes carnívores, les fulles, etc.".
A les plantes, el cas típic de moviments específicament organitzats que tinguin com a funció una relació amb el medi ambient són els moviments de tancament de les trampes planta carnívora (Dionaea muscipula, Drosera, etc.).

Presentació animada de les estructures i els mecanismes implicats en aquest comportament depredador.

### El comportament dels protists
El comportament en els protists és molt simple i es limita principalment a la conducta de la locomoció.
Les estructures i els processos biològics que permeten aquests moviments organitzats són els moviments amiboïdes de la membrana plasmàtica, especialment els cilis i els flagels. "En el bacteri intestinal Escherichia coli, per exemple, cada flagel és un filament rígid de 14 mil·lèsimes de micró de diàmetre i 10 micròmetres de longitud, que va a la increïble velocitat de 200 revolucions per segon gràcies a un petit motor rotatori inserit a la membrana i la paret de la cèl·lula.
La direcció del desplaçament està controlada per la detecció d'un gradient de concentració d'una molècula, que és detectat pels receptors (el fenomen de la quimiotaxi). "El desplaçament no és l'atzar, i fins i tot en les cèl·lules més simples, sembla necessari disposar de mecanismes d'estimulació i d'inhibició del moviment.

### El comportament en els animals

#### El comportament en mamífers
El comportament dels mamífers pot ser molt complex. Es produeixen gràcies a estructures i òrgans especialitzats, altament organitzat: esquelet articulat, músculs i, sobretot, d'un sistema nerviós especialitzat. L'estudi del comportament dels mamífers té aspectes etològics, ecològics, bioquímics, fisiològics, proteòmics, patològics, genèticomoleculars i evolutius.
Els mamífers han estat els últims animals a aparèixer en el món, fet que implica una major acumulació d'evolucions no tan sols físiques sinó també en el seu comportament. La seva biodiversitat fa que el seu comportament sigui molt variat entre les diferents espècies que en formen part. Entre els mamífers hi ha animals aquàtics, terrestres i voladors, bípedes o quadrúpedes, solitaris o gregaris, migratoris o sedentaris, tots molts diferents entre si. Des de les enormes balenes, que es desplacen pels oceans en petits grups migratoris que els porten a recórrer mig mon, fins als ratpenats, mamífers voladors que cacen de nit i poden viure en colònies de milers d'individus, passant pels rosegadors, petits animals que generalment s'alimenten de fruits i viuen en grups en caus sota terra, els primats, alguns dels quals són capaços d'aprendre noves tècniques per obtenir aliments, o els felins, entre els quals es troben alguns dels depredadors més grans.
Dins d'aquesta classe es troben les espècies més evolucionades de la terra, sobretot l'ésser humà, una de les poques que és capaç de modelar el seu entorn per adaptar-lo a les seves necessitats, al capdamunt de la cadena evolutiva. Possiblement és aquesta espècie la que presenti un comportament més complex, sovint influenciat pels sentiments i el raonament, un cas excepcional dins del món dels éssers vius. En aquest sentit, és especialment complex el comportament d'aquesta espècie del que fa a la seva relació amb altres individus o fins i tot amb altres espècies. La relació entre l'ésser humà i altres espècies és un cas únic, ja que no es limita només a una relació de depredació.

## Comportament en psicologia
El comportament, en Psicologia, s'entén com tota aquella acció observable sigui en forma de moviment o a través de la parla, incloent les conductes explícites i les conductes implícites. El comportament en un ésser humà individual (i altres organismes i fins i tot mecanismes) s'engloba dins d'un interval, sent alguns comportaments comuns i alguns inusuals.

### Teories explicatives del comportament

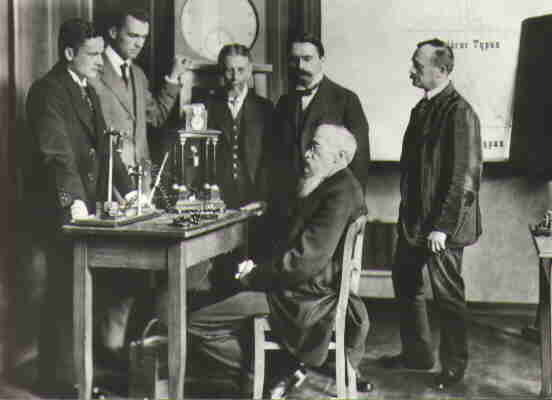
Wilhelm Wundt (assegut) amb els seus col·legues en el seu laboratori psicològic, el primer del seu tipus. A Wundt se li atribueix la creació de la psicologia com un camp de la investigació científica independent de disciplines com la filosofia i la biologia.

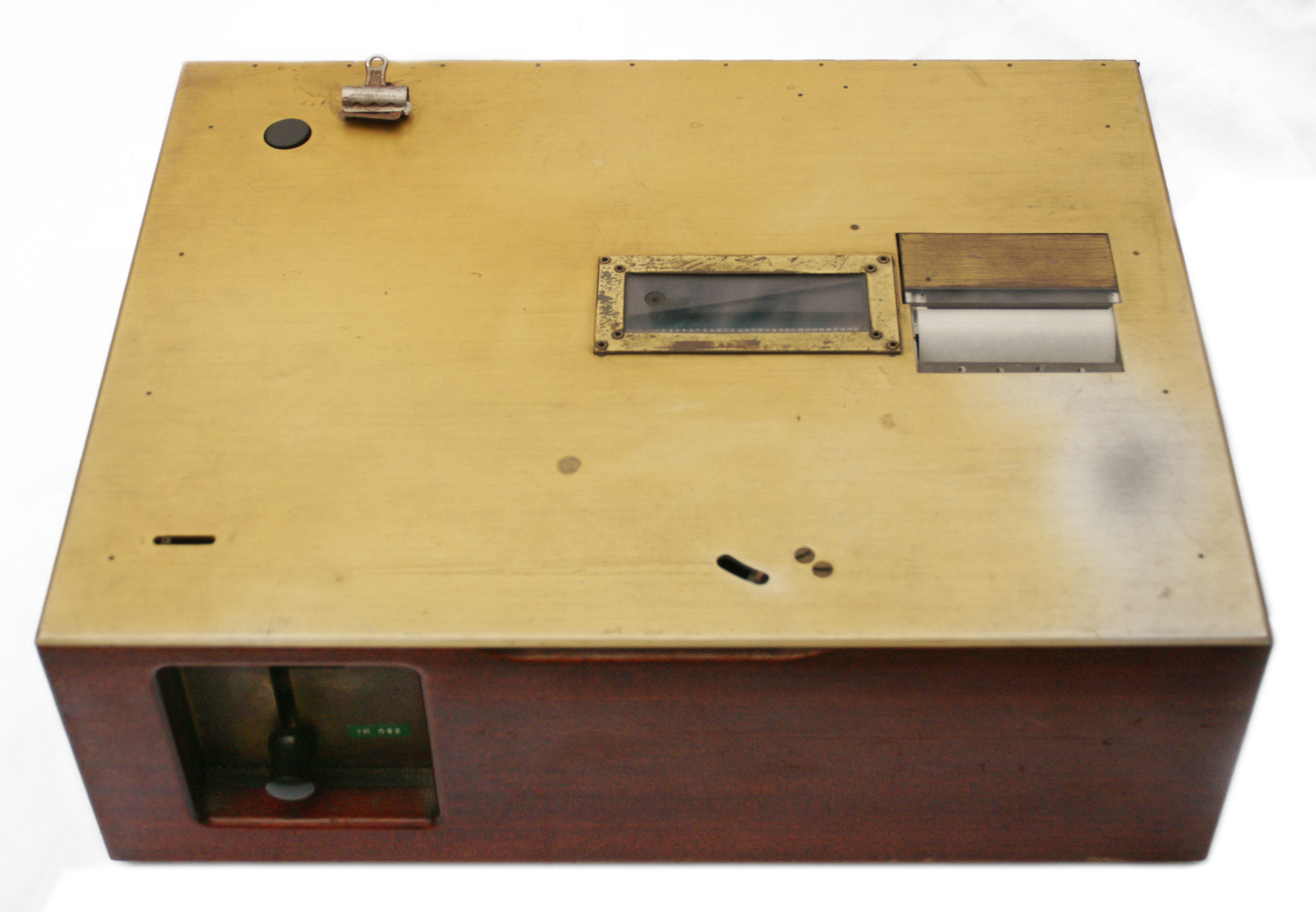
Màquina d'ensenyament de Skinner, un invent mecànic per automatitzar la tasca d'instrucció programada

Les diferents corrents psicològiques que han predominat en la literatura científica s'han preocupat d'una manera o altra d'explicar o definir el comportament. El primer a preocupar-se fou Wilhelm Wundt, qui desenvolupà una teoria de la percepció de base fisiològica, amb un programa d'investigació basat en l'estudi del substrat corporal de la vida mental. Si bé Wundt i els seus deixebles tan sols identificaren i es preocuparen per dos elements bàsics de la vida mental, les sensacions i els sentiments, foren els primers a aplicar clarament un mètode experimental i inductiu, segons el model de John Stuart Mill. A més a més, Wundt s'interessà també pel que anomenava la Völkerpsychologie que es pot traduir per psicologia dels pobles o psicologia ètnica.
Posteriorment, la psicologia científica francesa i britànica desenvolupen teories i teràpies enfocades a l'estudi de la histèria i de la hipnosi, per fer aflorar el comportament subconscient. D'aquesta etapa destaquen noms com el de Jean-Martin Charcot i l'Escola de París. Posteriorment, el corrent psicològic que guanya adeptes és Psicoanàlisi, amb Sigmund Freud al cap, hi ha amb seguidors com Carl Gustav Jung, Anna Freud, Alfred Adler, Wilhelm Reich, Melanie Klein, Wilfred Bion, Jacques Lacan. La psicoanàlisi centra el seu camp d'estudi en el comportament anormal i patològic. Freud lligava l'estudi d'aquest comportament al desenvolupament sexual de la persona, però les seves teories foren evolucionades pels seus successors.
Els inicis del conductisme i de l'estudi del comportament com un procés, i no com el resultat d'un procés inconscient, parteix del treball de l'escola de la reflexologia russa, i en especial del fisiòleg rus Ivan Pàvlov, que descobrí per casualitat el fenomen del condicionament clàssic (que eren els reflexos essencialment despresos) en el seu estudi del sistema digestiu del gos. A principis del segle xx, apareix una nova corrent liderada per John B. Watson que discutia el valor real d'una psicologia basada en la introspecció com el psicoanàlisi, passant a estudiar el comportament com un objecte d'estudi en si mateix, i no com a mètode per a estudiar el sentit de la conducta. Aquest fet, fou una ruptura substancial amb la psicologia del moment, que utilitzava el mètode d'introspecció i considerava l'estudi del comportament en si, i no com a resultat d'alguna cosa, com quelcom sense validesa. Watson, en contrast, estudià l'ajust dels organismes als seus ambients, més específicament els estímuls particulars que provocaven als organismes a emetre les seves respostes. Molt del treball de Watson era comparatiu, és a dir, ell manipulà i observà canvis en el comportament d'animals. El treball de Watson, es va veure molt influenciat pel treball de la reflexiologia, per aquesta raó, han descrit a Watson sovint com el psicòleg del SR (estímul-resposta). Ja en els anys 40 i 50, es desenvolupà una classe diferent de filosofia del conductisme, anomenada sovint conductisme radical, i de la ciència, anomenada anàlisi del comportament o anàlisi experimental del comportament. El seu principal camp d'estudi era la resposta comportamental del pacient. En contrast amb la idea d'una resposta fisiològica, el condicionament operant es basa en una classe estructural de respostes diferents però funcionalment equivalents. Per exemple, mentre que una rata pot pressionar una palanca amb la seva pota esquerra o la seva pota dreta o la seva cua, totes aquestes respostes comparteixen una funció comuna, una conseqüència comuna, que és aconseguir l'objectiu d'aquestes conductes o reforç. La rata prem la palanca per a aconseguir la bola de menjar pel que en aquest tipus de condicionament, l'estímul és posterior a la resposta, actuant com una recompensa a una determinada conducta. Aquest tipus de condicionament és el que explica per exemple, l'actitud de les persones que juguen a les màquines escurabutxaques convertint-se en addictes al joc.
En relació al comportament infantil, destaca el treball del psicòleg suís Jean William Fritz Piaget que, interessat en l'epistemologia genètica, centra els seus estudis en l'observació del comportament infantil al llarg de les seves etapes evolutives per dur a terme la seva teoria del desenvolupament cognitiu. Va publicar diversos estudis sobre psicologia infantil i, basant-se fonamentalment en la detallada observació del creixement dels seus fills, va elaborar una teoria de la intel·ligència sensorial-motriu. Paral·lelament al seu treball, Lev Vygotski desenvolupa, entre d'altres, el concepte de zona de desenvolupament pròxim (ZDP) que es refereix a la diferència entre que un infant és capaç de fer i el que realment fa.
Els models sistèmics, pareixen units a l'evolució de la teràpia familiar. Aquesta corrent, coneguda inicialment com a neopsicoanàlisi posa l'èmfasi en l'origen psicosocial dels conflictes psíquics, o sigui com el comportament depèn de l'encaix del subjecte en el seu sistema de relacions, principalment, la família. La dècada de 1960 apareix aquest moviment encapçalats per una banda pel grup de Palo Alto als Estats Units, els quals a partir de l'estudi de Gregory Batenson sobre estils comunicatius dels esquizofrènics i la relació amb les estils de comunicació incongruents o paradoxals de les seves famílies desenvolupen tota una teoria sobre el comportament sistémic i per una altra banda, a Europa apareix l'escola de Milà liderada per Mara Selvini Palazzoli més centrat en el concepte de família com a sistema. Els llaços comuns entre les dues escoles, parteixen del fet que el terapeuta intenta fer un diagnòstic dels sistema familiar implicat en el pacient identificat. Uns se centren en el procés de seqüència problema-solució intentada (Paul Watzlawick), mentre que els altres en les aliances o coalicions familiars (Minuchin) i altres analitzen la demanda i el símptoma del membre identificat (Selvini-Palazzoli).

### Camps estudi actual
En l'actualitat, els estudis experimentals de psicologia es basen en múltiples i diferents comportaments que abracen un catàleg tan extens i variat com la conducta esportiva, la delinqüència, la forma de ser i actuar dels individus amb relació a uns fets i d'acord amb les exigències del dret, com en el cas de la Psicologia forense, la violència masclista, etc.

## Comportament social
Comportament social o conducta social, en biologia, psicologia i sociologia és el comportament o conducta dirigit cap a la societat o que té lloc entre membres de la mateixa espècie (relacions intraespecífiques). Els comportaments o conductes que s'estableixen com relacions interespecífiques (com la depredació, el parasitisme o la simbiosi) involucren a membres de diferents espècies i, per tant, no es consideren socials. Mentre molts comportaments socials intraespecífiques són part d'una comunicació (comunicació animal), ja que provoquen una resposta, o canvi de comportament del receptor, sense actuar directament sobre ell; la comunicació entre membres de diferents espècies no es considera comportament social. La forma més original del comportament social humà és el llenguatge humà (vegeu llenguatge i llengua natural ).
En sociologia, "comportament" (en anglès, "behavior") significa activitat similar a l'animal, desproveïda de significat social o context social; en contrast amb "comportament social" (en anglès, "social behavior"), que té ambdós. En una jerarquia sociològica, el comportament social és seguit per l'acció social, que es dirigeix a altres persones i es dissenya per induir una resposta. Més amunt d'aquesta escala ascendent està la interacció social i la relació social.
Com a conclusió, es pot dir que el comportament social és un procés de comunicació.

### Comportament dels sistemes socials
L'estructura social és el patró de relacions, posicions i nombre de persones que conformen l'organització social d'una població, sia un grup petit o tota una societat. Les relacions es donen sempre que les persones s'impliquen en patrons d'interacció continuada relativament estables. Les posicions (estatus social) consisteixen en llocs reconeguts en la xarxa de relacions socials que porten aparellades expectatives de comportament, anomenades rols. Normes i regles són imposades per garantir que es visqui a l'altura de les expectatives del rol social, i s'imposen sancions positives i negatives per assegurar que es compleixin. Les normes i regles són l'expressió observable dels valors d'un sistema social particular. Els rols, normes i valors han d'integrar-se en un sistema perquè aquest sigui completament funcional.

### Agrupacions i societats
Dins de la majoria dels grups d'animals, hi ha diverses espècies els subjectes de les quals viuen amb el simple fet d'ajuntar-se o aconseguir parelles amb el simple objectiu de reproduir-se, d'altres formen agrupacions relativament estables. Aquestes congregacions solen ser merament unions temporals per aconseguir algun propòsit en general o agrupacions permanents dins de les quals es desenvolupen totes les activitats, com desplaçar-se, buscar aliment, reproduir-se, entre altres coses. Les espècies gregàries són aquelles en la que els individus formen agrupacions inconsistents dins de les quals existeix la possibilitat de romandre o no depenent dels seus interessos, els quals al seu torn depenen estrictament de la relació entre costos i beneficis que involucra estar en el grup. En les espècies socials els individus es relacionen entre ells d'una forma més precisa i contínua, i amb freqüència els grups estan constituïts sobretot per relatius.
Edward Wilson va publicar el seu famós llibre Social Biology, en el qual defensava la necessitat d'aplicar els mètodes biològics a l'estudi dels comportaments socials en totes les espècies, inclosa la nostra (Wilson, 1975). Aquest escrit va despertar una gran controvèrsia principalment per l'últim capítol que anava dedicat a l'espècie humana, l'autor va ser criticat a causa que el seu capítol suposava haver promogut una ideologia que defensava el racisme, el masclisme, les diferències socials, el genocidi, la violació, etc. Després de tres dècades d'enfrontament, la història ha dictat sentència: la biologia social ha triomfat. Els biòlegs socials han avançat a passos gegantescs no només en l'explicació dels comportaments socials de moltes espècies, sinó també descobrint gran varietat d'estratègies i conductes que impliquen l'actuació conjunta d'individus organitzats en grups que no se sospitava que poguessin existir. Un clar exemple es troba dins del comportament dels microorganismes a causa que es manifesta de forma complexa, ja que no sols inclou la cooperació entre individus, sinó també complexes xarxes de comunicació entre ells a l'hora de realitzar activitats com a recerca d'aliment, reproducció.

### Costos i beneficis de viure en grup
Els principals costos i beneficis associats a la vida en grup es reconeixen conforme als beneficis, i en altres als costos, però el més normal és que en qualsevol espècie el gregarisme sigui el resultat evolutiu de la relació entre els costos i beneficis. De vegades s'agrupen individus que pertanyen a espècies diferents, aquests bàndols mixts sovint gaudeixen dels avantatges que aporten les diferents capacitats de cada una de les espècies.

### Les adaptacions a la vida en grup
Ja que viure junts implica grans costos, es podria pronosticar que durant l'evolució de vida solitària a vida colonial es desenvoluparan ajustaments que facilitin aquesta transició i que contribueixin a mantenir-la. Per il·lustrar algunes d'aquestes adaptacions hem de veure en detall un dels costos més generalitzats que han de suportar els individus que viuen en un grup: un risc major de transmissió de malalties i paràsits. El seu resultat s'ha demostrat en moltes espècies, i no només a nivell descriptiu, sinó també a nivell experimental. En un estudi realitzat per l'autor José Luis Tella, de l'Estació Biològica de Doñana (Sevilla) es va comparar la quantitat i la varietat de paràsits sanguinis entre parelles d'aus pròximes, la majoria del mateix gènere, una que era solitària i l'altra que era una au gregària. Es van obtenir resultats que comprovaven que les espècies gregàries tenien un major risc de transmissió de paràsits sanguinis i estaven sotmeses a l'atac d'una major varietat d'ells. En comparar parelles d'espècies pròximes, es pot treure la conclusió que la transició evolutiva des de la vida solitària a la vida en grup comporta un risc elevat d'infecció per paràsits sanguinis. La pressió selectiva que exerceixen els paràsits sobre els seus amfitrions és tan important que no és rar que l'auguri a què ens referíem abans s'hagi comprovat en moltes espècies. Si en aquestes espècies gregàries o colonials el risc d'infecció és tan important que obliga a invertir molt a millorar el sistema immunitari, què passarà si les espècies socials que viuen en grans aglomeracions i o bé en habitacles tancats? Certament, viuen en les condicions òptimes per afavorir la transmissió de paràsits, però també és cert que en aquestes societats d'insectes que van evolucionar fa molts milions d'anys, es podria predir que han hagut de desenvolupar-se característiques especials que disminueixin els costos de viure en aquestes condicions d'amuntegament. A més, s'ha comprovat que en insectes socials es produeix una relació entre densitat i població i transmissió de paràsits inversa a la d'altres espècies.

## Conducta
La conducta és el conjunt de comportaments observables en qualsevol animal, inclosos els humans.

### Conducta formal
Una conducta humana es considera formal quan en el comportament es compleixen una sèrie de regles reconegudes com a valuoses en una comunitat o societat. En les societats occidentals, per exemple, es considera formal ser explícit, determinat, precís, seriós, puntual. Aquesta paraula té la seva base en l'aplicació principalment en la conducta que tenen les persones amb respecte als seus valors.

## Comportament del consumidor
L'estudi del comportament del consumidor està enfocat a la forma segons la qual els individus prenen les seves decisions per gastar els seus recursos disponibles (sia en forma de temps, de diners, d'esforç o bé una combinació d'aquests diversos factors) en articles relacionats amb el consum. En economia la descripció del comportament del consumidor es coneix com a teoria del consumidor. Cada escola de pensament econòmic s'ha basat en supòsits diferents, per descriure el comportament del consumidor prototípic de cada mercat. En general la teoria del consumidor tracta de respondre a les següents qüestions:
1. Donats els recursos monetaris del consumidor i un cert vector de preus, quins béns escollirà consumir i en quines proporcions relatives.
2. Quan escollirà consumir aquest béns, i quin percentatge de la seva renda decidirà gastar en el període en curs i quin percentatge preferirà estalviar per a consums futurs.